# 碰碰车 (电子游戏)
《碰碰车》是一款由Jaleco公司於1985年制作的平台遊戲。最初發行的是街机平台，后移植至MSX和紅白機等多平台。
玩家控制着一辆红色汽车，在背景为城市的平台中行驶。汽车驶过的平台，颜色会变化，汽车不能碰到警车等物体。